# Manlio Scarpelli
Manlio Scarpelli (Roma, 24 gennaio 1924 – Roma, 5 dicembre 1984) è stato uno sceneggiatore e regista italiano.
Oltre al lavoro di sceneggiatore, svolto principalmente per la TV, negli anni settanta dirige anche 2 film.
Figlio del giornalista Filiberto e fratello di Furio, sceneggiatore, e di Marco, direttore della fotografia.

## Filmografia

### Regista e sceneggiatore
- Siamo tutti in libertà provvisoria (1971)
- Le notti peccaminose di Pietro l'Aretino (1972)

### Sceneggiatore
- Il corazziere, regia di Camillo Mastrocinque (1960)
- Marcovaldo, regia di Giuseppe Bennati – miniserie TV (1970)
- Il commissario De Vincenzi – serie TV, episodi 1x01-1x02-1x03 (1974)
- La bufera, regia di Edmo Fenoglio – miniserie TV (1975)
- Sandokan, regia di Sergio Sollima – miniserie TV (1976)
- Processo a Maria Tarnowska, regia di Giuseppe Fina – miniserie TV (1977)
- Ricatto internazionale, regia di Dante Guardamagna – miniserie TV (1978)